# Hockey Club Bolzano 2015-2016
La stagione 2015-2016 è la 3ª che l'Hockey Club Bolzano gioca nella EBEL.

## Rosa

### Giocatori
| N. | Naz.                                       | Ruolo | Nome                | Anno | Alt. | Peso | Tiro | Note                    |
| -- | ------------------------------------------ | ----- | ------------------- | ---- | ---- | ---- | ---- | ----------------------- |
| 3  | Italia (bandiera)                          | P     | Daniel Morandell    | 1995 | 190  | 90   | L    | in prestito dal Caldaro |
| 6  | Canada (bandiera) · Italia (bandiera)      | D     | Sean McMonagle      | 1988 | 185  | 88   | L    |                         |
| 7  | Italia (bandiera)                          | A     | Denny Deanesi       | 1993 | 190  | 91   | R    | in prestito dal Caldaro |
| 8  | Italia (bandiera)                          | A     | Marco Insam - A     | 1989 | 188  | 92   | R    |                         |
| 9  | Stati Uniti (bandiera)                     | A     | Nick Palmieri       | 1989 | 191  | 100  | R    | ingaggiato a ottobre    |
| 11 | Canada (bandiera)                          | D     | Brett Fleming       | 1991 | 180  | 85   | R    |                         |
| 14 | Canada (bandiera)                          | D     | Brendan Bell        | 1983 | 187  | 83   | L    |                         |
| 15 | Canada (bandiera)                          | A     | Brodie Reid         | 1989 | 183  | 85   | R    | ingaggiato a ottobre    |
| 17 | Italia (bandiera)                          | D     | Alexander Egger - C | 1979 | 186  | 88   | L    |                         |
| 19 | Canada (bandiera)                          | A     | Taylor Vause        | 1991 | 177  | 83   | R    |                         |
| 21 | Italia (bandiera)                          | D     | Roland Hofer        | 1990 | 182  | 90   | L    | svincolato a febbraio   |
| 22 | Canada (bandiera) · Stati Uniti (bandiera) | A     | Alex Foster         | 1984 | 180  | 87   | R    |                         |
| 23 | Italia (bandiera)                          | A     | Markus Gander - A   | 1989 | 186  | 90   | R    |                         |
| 24 | Rep. Ceca (bandiera)                       | P     | Jaroslav Hübl       | 1989 | 184  | 85   | L    |                         |
| 26 | Canada (bandiera)                          | A     | Joel Broda          | 1989 | 183  | 89   | R    |                         |
| 28 | Italia (bandiera)                          | D     | Luca Franza         | 1992 | 198  | 103  | L    |                         |
| 36 | Stati Uniti (bandiera)                     | A     | Jerry Pollastrone   | 1986 | 179  | 86   | L    |                         |
| 40 | Stati Uniti (bandiera) · Italia (bandiera) | A     | Nate DiCasmirro     | 1978 | 178  | 89   | L    |                         |
| 42 | Canada (bandiera)                          | A     | Matt Pope           | 1984 | 187  | 92   | R    |                         |
| 44 | Italia (bandiera)                          | D     | Hannes Oberdörfer   | 1989 | 182  | 93   | R    |                         |
| 74 | Canada (bandiera) · Italia (bandiera)      | D     | Davide Nicoletti    | 1986 | 191  | 87   | L    | ingaggiato a febbraio   |
| 88 | Italia (bandiera)                          | A     | Anton Bernard - A   | 1989 | 178  | 82   | R    |                         |
| 91 | Slovenia (bandiera)                        | D     | Matic Podlipnik     | 1992 | 183  | 87   | L    | svincolato a novembre   |
| 92 | Stati Uniti (bandiera) · Italia (bandiera) | A     | Steve Saviano       | 1981 | 170  | 78   | L    |                         |
| 94 | Italia (bandiera)                          | A     | Daniel Frank        | 1994 | 187  | 90   | L    |                         |

Legenda: P = Portiere; D = Difensore; A = Attaccante; L = Sinistro; R = Destro

### Staff tecnico
- Head Coach:  Tom Pokel